# 하비에르국제학교
하비에르 국제학교 (LYCÉE INTERNATIONAL XAVIER)는 서울특별시 종로구에 있는 프랑스계 외국인 학교이다. 프랑스 대사 동의와 서울시 교육청 인가로 2002년 3월에 개교했다.
본교는 성 프란치스코 하비에르 사도회가 설립한 가톨릭 학교이다. 이 사도회가 운영하는 프랑스와 외국에 있는 교육 기관 조직인 다니엘루 교육원 (Centres Madeleine Daniélou)에 소속되어 있다.
프리스쿨, 초, 중, 고등학교 과정은 프랑스 교육부 공식 교과 과정을 준수한다. 본교는 M.L.F. (Mission Laïque Française 프랑스 교육 재단)의 가맹학교이며, 초1(CP)부터 중1(6e)까지는 프랑스 교육부에 인가를 받아, A.E.F.E. (Agence pour l’Enseignement Français à l’Étranger, 139개 국가에 522개 학교로 구성되어 있는 재외 프랑스 교육 기관)에 소속되어 있다.

## 연혁
- 2002년 3월 2일 : 개교